# Edward Gibbon Wakefield
Edward Gibbon Wakefield (20 de março de 1796 - 16 de maio de 1862) é considerada uma figura-chave no estabelecimento das colônias da Austrália Meridional e da Nova Zelândia (onde mais tarde serviu como deputado). Ele também tinha alguns interesses no Canadá, sendo eleito para o Parlamento, mas nunca assumindo a cadeira.

## Vida
Ele era mais conhecido por seu esquema de colonização, às vezes chamado de esquema Wakefield, que visava povoar a nova colônia da Austrália do Sul com uma combinação viável de trabalhadores, comerciantes, artesãos e capital. O esquema seria financiado pela venda de terras aos capitalistas que, assim, apoiariam as outras classes de emigrantes.
Apesar de ter sido preso por três anos em 1827 pelo sequestro de uma menina de quinze anos na Grã-Bretanha, ele desfrutou de uma carreira política distinta.

## Publicações seleciondas
- Facts Relating to the Punishment of Death in the Metropolis por Edward Gibbon Wakefield, James Ridgway, 1831.
- A View of the Art of Colonization por Edward Gibbon Wakefield, 1849.